# Belur

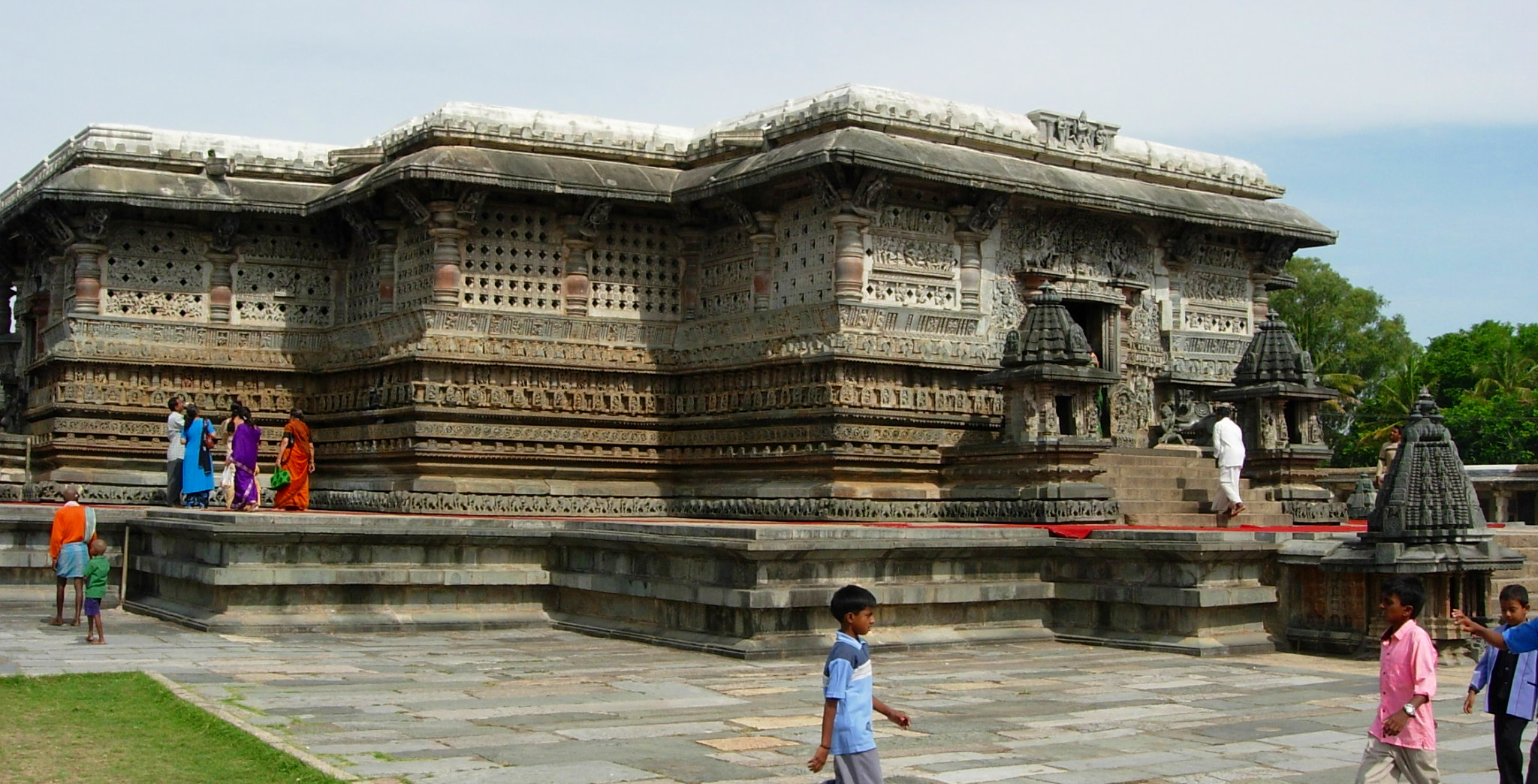
Pałac Chennakesava w Belure

Belur (kannada: ಬೇಲೂರು, Welapura) – miasto w południowych Indiach (w dystrykcie Hassan, w stanie Karnataka), w górach Ghaty Zachodnie, dawna stolica dynastii Hojsala, 15 km od kolejnej stolicy imperium Hojsal Halebidu, na wysokości 960 m n.p.m. 40 km od Hassan, 220 km. od Bengaluru.  Założono je na brzegu rzeki Yagachi. Ze względu na świątynie z epoki Hojsal Belur jest indyjskim kandydatem na Listę światowego dziedzictwa UNESCO.
Liczba mieszkańców w 2003 roku wynosiła ok. 21 tys.
W mieście wiele zabytków, m.in.:
- świątynia Ćennakeśawy (Chennakesava, w kannada: ಶ್ರೀ ಚೆನ್ನಕೇಶವ ದೇವಸ್ಥಾನ), jeden z ważniejszych zabytków Indii. Zbudowano ja w połowie XII wieku ku czci Wisznu (Widźaja Narajana). Fundatorem jest król Bittiga (Wisznuwardhan Hajsal). W ten sposób uczcił on swoje nawrócenie się z dźinizmu na wisznuizm, ale i upamiętnił zwycięstwo Hojsalów nad Ćolami. Na końcu głównej ulicy Beluru widać wzniesiona przez króla  Widźjanagaru w XVI wieku gopura, przez która wchodzi się do świątyni.
- Kappe Czenniagaraja
- Sumianajaki
- Andal, rytualny basen (z czasów króla Wiraballali, z 1175 roku)